# Weng Tiehui
Weng Tiehui, en chino simplificado 翁铁慧, (Ningbo, Zhejiang, 12 de abril de 1964) es una académica y política de la República Popular China, miembro del Partido Comunista de China.

## Trayectoria
Weng Tiehui se graduó de la Universidad de Fudan. Después de graduarse, trabajó sucesivamente como ministra del departamento de asuntos estudiantiles de la Universidad de Fudan, secretaria adjunta del comité del partido y vicepresidenta de la Universidad de Fudan. Desde 2003, ha ejercido sucesivamente como secretaria adjunta del Comité del partido de educación municipal de Shanghái y secretaria adjunta del Comité del partido laboral de educación y ciencia municipal de Shanghai. Desde febrero de 2008, ha sido secretaria general adjunta del Gobierno Popular Municipal de Shanghái. Desde 2013, ha sido vicealcaldesa de Shanghái a cargo de la educación y la cultura y presidenta de la Sociedad de la Cruz Roja de Shanghái. Weng Tiehui apareció una vez en el video promocional del Dota 2 International Invitational de Shanghai 2019 en la transmisión en vivo del Dota 2 International Invitational 2018. Desde enero de 2019 es viceministra del Ministerio de Educación de la República Popular China.